# Liccana
Liccana är ett släkte av fjärilar. Liccana ingår i familjen tandspinnare.
Kladogram enligt Catalogue of Life:
| Liccana | \| \| Liccana pyraloides \| \| \| \| \| \| Liccana substraminea \| \| \| \| \| \| Liccana terminicana \| \| \| \| |
|         | \| \| Liccana pyraloides \| \| \| \| \| \| Liccana substraminea \| \| \| \| \| \| Liccana terminicana \| \| \| \| |
|         | Liccana pyraloides                                                                                                |
|         | |
|         | Liccana substraminea                                                                                              |
|         | |
|         | Liccana terminicana                                                                                               |
|         | |